# Synagoga Stara w Białymstoku
Uzasadnienie:  Mnożenie zbędnych bytów. Z artykułu wynika, że jest to po prostu wcześniejsza forma tego co mamy opisane w innym artykule.
Synagoga Stara w Białymstoku – synagoga w Białymstoku znajdująca się przy ulicy Bóżniczej (późniejsza Suraska). Rozebrana na początku XX w.

## Historia
Synagoga została zbudowana w 1764 roku, wzorowana była na starej synagodze tykocińskiej. Bożnicę częściowo ufundowała żona hetmana Branickiego. Ze względu na zły stan budowli synagoga została rozebrana w latach 1906–1908. Na jej miejscu w 1913 roku wzniesiono okazałą Wielką Synagogę.
Murowany budynek synagogi wzniesiono na planie prostokąta, początkowo kryty był dachówką, potem blachą. Do sali głównej przylegały z dwóch stron przybudówki wybudowane w końcu XVIII wieku, w których mieściły się babińce. Od zachodu przylegały pomieszczenia, w których miały siedzibę: sąd rabinacki, zarząd kahału i pręgierz. Na szczycie dachu znajdowała się niewielka wieżyczka w kształcie domku z iglicą zawierającą sygnaturkę. 